# 진동

진동(振動, oscillation)은 주기가 있는 변화이다.
진자(振子, pendulum)의 운동이 진동의 대표적인 예이다. 진동은 대개 물리계 뿐 아니라 생물학이나 사회학에서도 나타나는 현상이다.
비교적 규칙성이 있는 두 지점사이의 진동을 Oscillation 이라고 한다.

## 같이 보기
- 주파수 (진동수)